# Het verre Centaurus (verhaal)
Het verre Centaurus is een sciencefictionverhaal geschreven door de toen nog Canadese A.E. van Vogt. Hij schreef het verhaal in 1944 voor het blad Astounding en werd later opgenomen in de bundel Destination: Universe. Het is dan 1952. in 1973 nam collega sciencefictionschrijver Robert Silverberg het op in zijn bundel Deep Space. Deep space verscheen in 1980 onder de titel Het verre Centaurus in de serie Bruna SF. Het was het laatste boek in de genummerde reeks. Er werden nog wel sciencefictionboeken uitgegeven, maar die werden opgenomen in de reguliere Zwarte Beertjes-reeks. 

## Het verhaal
Het verhaal wordt verteld door Bill Endicott. Een viertal is vanaf 2140 onderweg tijdens een ruimtereis van de Aarde naar Alpha Centauri. Die reis zal ongeveer 540 jaar in beslag nemen. De reis is mede mogelijk door het uit vinden van het eeuwigheidsmedicijn, waarbij veroudering wordt tegengegaan. Om de reis te kunnen maken wordt het viertal in een constante slaap gehouden, waarbij ze stuk voor stuk na een aantal jaren worden gewekt om te kijken of nog alles goed gaat. Het is wrang, dat Pelham die het eeuwigheidsmedicijn heeft uitgevonden, bij de eerste controle blijkt te zijn overleden. De tweede keer (jaar 2511) dat Endicott gewekt wordt heerst er een hitte aan boord. Het blijkt dat een ander inmiddels vergaan ruimteschip op een afstand van 10 kilometer van hun stilligt, zij hebben last van de gloed. Als het ruimteschip uiteindelijk aankomt bij Alpha Centauri blijkt het drietal ingehaald te zijn door de tijd. In 2320 is de interstellaire aandrijving uitgevonden. De ruimteontdekkers uit hun tijd zijn de toeristen van het heden. De tijdsduur van de reis tussen Aarde en Alpha Centauri is teruggebracht tot drie uur. Er wonen dan 9.000.000.000 mensen in dat sterrenstelsel.  
De vier zonnen waren in eerbied genoemd naar de vier: Renfrew, Pelham, Blake en Endicott.
Het verhaal sluit af met een soort extra plot. Renfrew, de wetenschapper van de overgebleven drie, heeft uitgevonden dat door een versnelling richting een “vrije zon” tijdreizen mogelijk is. De drie komen op Aarde terug als er net besloten is de reis te gaan ondernemen.   